# Girolamo Mocetto
Girolamo Mocetto, född omkring 1458 i Murano, död efter 1531 i Venedig, var en italiensk konstnär.
Mocetto var elev till Giovanni Bellini och stod som gravör och tecknare även under inflytande av hans svåger Mantegna. Han sökte inom sin konst förutom religiösa motiv även ämnen ur den antika historien. 1517 uppehöll han sig i Verona.